# Aleksandr Litwinow
Aleksandr Dmitrijewicz Litwinow (ros. Александр Дмитриевич Литвинов; ur. 26 maja 1958) – radziecki zapaśnik startujący w stylu klasycznym.
Brązowy medalista mistrzostw Europy w 1983. Pierwszy w Pucharze Świata w 1982. Młodzieżowy mistrz Europy w 1978 roku.
Wicemistrz ZSRR w 1985 roku.